# Пожоджук Дмитро Онуфрійович
Дмитро Онуфрійович Пожо́джук (нар. 15 жовтня 1955, Космач) — український майстер художньої вишивки та писанкарства, письменник, журналіст, громадсько-політичний діяч, етнограф, фольклорист; заслужений майстер народної творчості УРСР, лауреат премії імені Мирослава Ірчана та Всеукраїнської премії імені Івана Огієнка.

## Біографія
Народився 15 жовтня 1955 року в селі Космачі Косівського району Івано-Франківської області. У 1973 році на відмінно закінчив Космацьку середню школу. Наступного року поступив до Львівського університету, де був членом літературної студії «Франкова кузня» та членом редколегії факультетської газети.
Працював журналістом на Буковині в районних часописах Новоселиці, Путили, Кіцманя. Пізніше працював у Ленінграді. З його ініціативи засновано мистецький журнал «Писанка».
Закінчив аспірантуру Львівського університету. Видав монографію на тему «Українська ввічливість».
Двічі обирася депутатом Косівської районної ради від Конгресу українських націоналістів, очолював при раді комісію з питань культури та духовності. Протягом 2006—2015 років був головою Космацької сільської ради.

## Творчість
Серед робіт:
- вишиті жіночі сорочки, серветки, рушники («Думи, мої, думи», «Балада про мальви», обидва — 1979), скатерки («Барви Космача», 1988);
- писанки («А я собі Христя», 1965; «Косарі», 1977; «Зима в Карпатах», 1991);
- картини — «Копиці» (1977), «Колядники» (1989) та інші.

Автор:
- статей в періодичній пресі про мистецтво Гуцульщини, вірші, оповідання;
- 2011 — «Українська ввічливість»[2]
- збірок новел «За ким плачуть флояри»[3] та «Весілля»[4];
- низки статей до Енциклопедії сучасної України;
- 2023 — «Код нації», збірка есеїв про Гуцульщину.[5]

Як етнограф досліджує писанки, вишивку та фольклор України, виступає на наукових конференціях та симпозіумах. Зібрав велику кількість писанок з різних місць України і світу. Як фольклорист зібрав сотні народних пісень і описів танців.
2000 року про нього було видано книжку «Мистець — Дмитро Пожоджук» (упорядник Борис Кушнір).